# Elite: Dangerous
Elite: Dangerous — відеогра жанру космічного симулятора, розроблена Frontier Developments. Гра є четвертою в серії Elite і продовженням Frontier: First Encounters (1995).
Через багаторічну відсутність згоди з видавцем, розробники з листопада 2012 року збирали кошти для подальшої розробки і релізу Elite: Dangerous краудфандингом на Kickstarter. Фінальна версія для Windows була випущена 16 грудня 2014 року, для OS X — 12 травня 2015. Версія для Xbox One вийшла 6 жовтня 2015. Подальшу розробку для консолей і вихід контенту для них скасували в березні 2022 року.
Elite: Dangerous зберігає основи ігрового процесу попередніх ігор — гравець виступає в ролі пілота космічного корабля, котрий подорожує галактикою, творячи власну історію. На відміну від попередніх ігор серії, Elite: Dangerous має багатокористувацьку складову.

## Ігровий процес
Гравець виступає в ролі пілота космічного корабля, який подорожує галактикою в пошуках пригод. Він може однаково присвятити час дослідженню зірок і планет, торгівлі чи боям. Більшість часу гравець бачить світ очима пілота, котрий сидить в кабіні корабля за пультом керування і штурвалом. Він може оглядати кабіну повністю, повертатися в кріслі, щоб подивитися показники моніторів збоків і керувати додатковим обладнанням. На лобове скло виводиться важлива інформація, така як координати інших кораблів поряд. Керування вимагає певних навичок від гравця, щоб не пошкодити корабель при зльоті і посадці, або не лишитися без палива посеред космосу. На космічних станціях купуються нові кораблі, запчастини, здійснюється ремонт, дозаправка і переозброєння.
Галактика налічує 400 млн зірок, серед яких пілот знаходить ще не відкриті світила, невідомі планети, астероїди чи чорні діри. Місцями на мандрівника чекають пірати, з якими доведеться боротися. Скануючи планети, пілот отримує цінну інформацію, якою потім може торгувати. Кожен з галактичних ринків пропонує і приймає певні види товарів і послуг. Деякі з них нелегальні, щоб транспортувати заборонені вантажі пілоту доводиться переховуватися від влади і конкурентів.
Існують різні моделі кораблів, кожен з унікальним дизайном і характеристиками. Основні характеристики це: базова швидкість, максимальна швидкість, маса корпусу, маневреність, щити, броня і дальність надсвітлового стрибка. Кораблі доповнюються модулями, що надають додаткові функції чи збільшення якихось характеристик.
Elite: Dangerous підтримує шолом віртуальної реальності з роздільністю до 4K (відповідно вимагає більше ресурсів комп'ютера, а саме 16 ГБ оперативної пам'яті і 4 ГБ відео). Розробники планують з часом додати підтримку 8K і 16K.

## Цікаві факти
- 24 лютого 2017 року Frontier Developments оголосили, що відкладуть реліз оновлення 2.3 для гри, щоб включити до нього нововідкриті планети системи TRAPPIST-1.[11]